# ビリングス (モンタナ州)

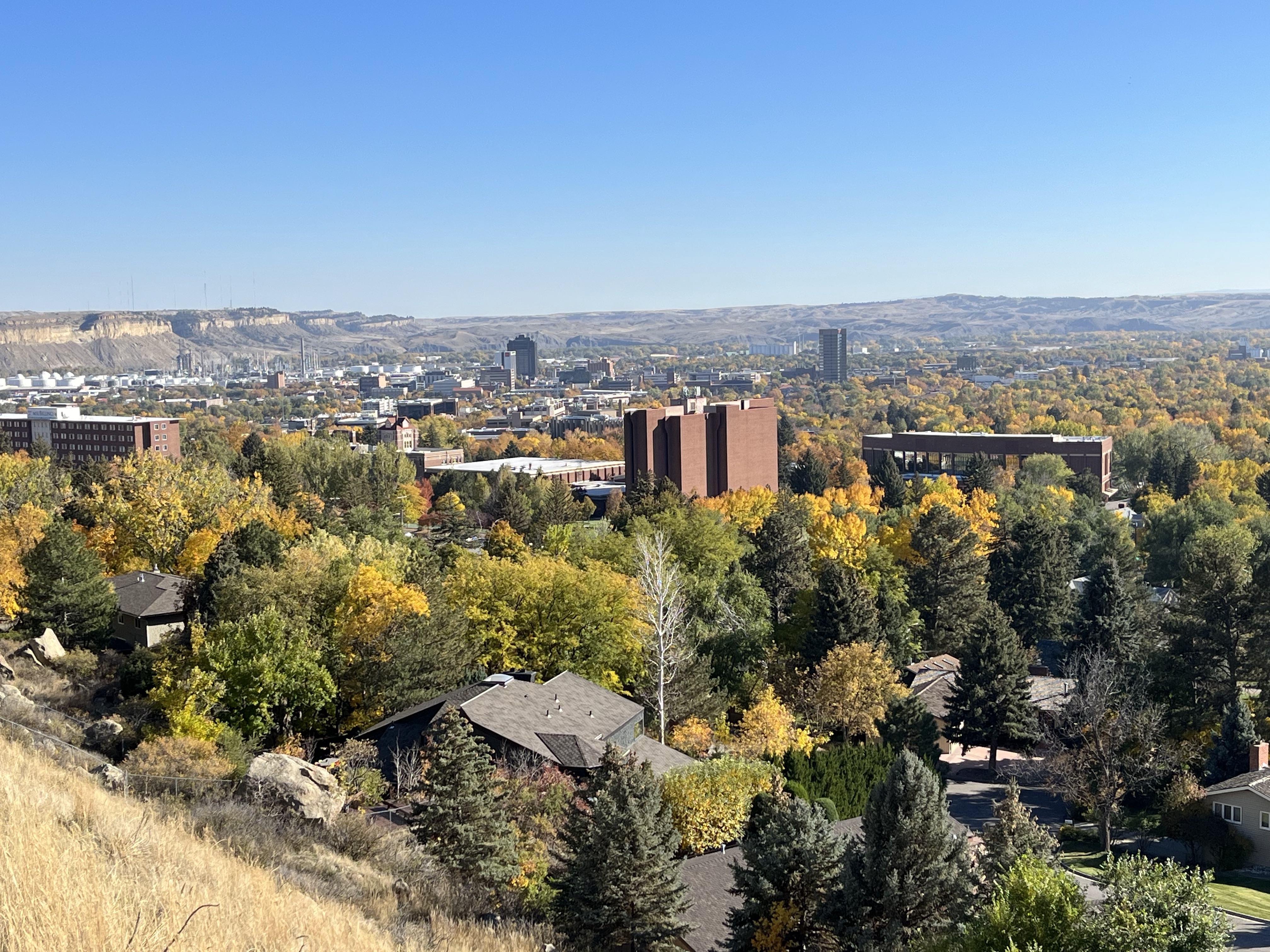
ビリングスの景観

ビリングス（Billings）は、アメリカ合衆国モンタナ州の都市。イエローストーン郡の郡庁所在地である。人口は11万7116人（2020年） で、モンタナ州最多である。

## 概要
ビリングスは周辺地域の経済・医療・農業・文化の中心地である。2本の州間高速道路の分岐点となっている交通の要衝であり、モンタナ州の最大都市であることから、近年アイダホ州ボイシやネバダ州リノ同様、商業都市として急成長を遂げている。また、同市はイエローストーン国立公園の玄関口としての役割も担っている。
現在は山に囲まれた土地であるが、1,000万年ほど前は海岸であった。そのため、同市周辺では、魚類の化石が発見されることも珍しくない。

## 歴史

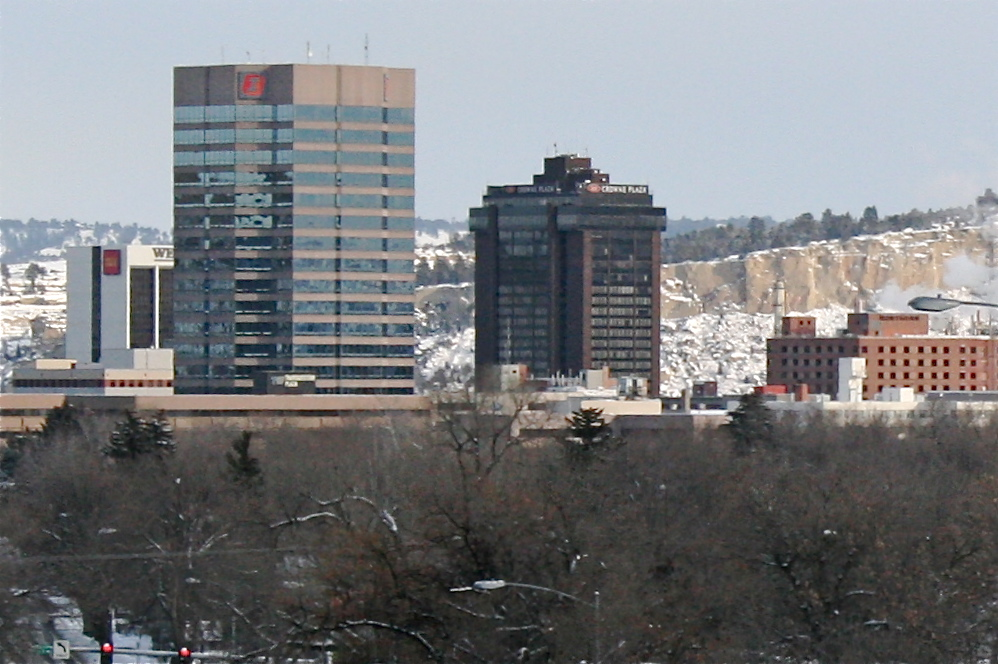
ビリングスのダウンタウン

ビリングスは1877年にモンタナ準州南部、クールソン（Coulson）という町の近くに創設された。クールソンはイエローストーン川岸に位置し、蒸気船での通商に便利な位置にあった。しかし、ノーザン・パシフィック鉄道が開通し、クールソンを通り越してビリングスに駅ができると、クールソンは衰退しビリングスの発展が始まった。ビリングスの名は、ノーザン・パシフィック鉄道の社長であったフレデリック・ビリングスにちなんでいる。1882年には正式な市となった。
1937年に大洪水による被害を受けるも、第二次世界大戦後、市は周辺地域の経済・医療・文化の中心地として発展を遂げていく。1960年代、ビリングスはモンタナ州最大の都市に躍り出た。1970年代にオイルショックによって一時的に衰退するが、1980年代に入ると回復し、成長を続けている。1980年のセント・ヘレンズ山噴火の時には、ビリングスでも約2.5cmの降灰があった。
ダウンタウンの整備も急速に進んでいる。2002年には、スカイポイント（Skypoint）という、ヨットの帆を模したモニュメントが完成した。16階建て・12階建ての多目的ビル2棟の建設も計画されている。

## 地理

イエローストーン郡内の位置

### 地勢
ビリングスは、北緯45度47分01秒 西経108度30分22秒 / 北緯45.78361度 西経108.50611度に位置している。市域の2/3はイエローストーン・バレーに属し、残りは崖の上に広がっている。
同市は以下の6つの山地に囲まれている。
- ベアトゥース山地（Beartooth Mountains） - 西側
- プライオア山地（Pryor Mountains） - 南側
- ビッグホーン山地（Bighorn Mountains） - 南側
- クレイジー山地（Crazy Mountains） - 北東側
- ビッグ・スノーウィー山地（Big Snowy Mountains） - 北側
- ウルフ山地（Wolf Mountains） - 東側

また、イエローストーン川が市内を流れている。
アメリカ合衆国統計局によると、ビリングス市は
- 総面積: 106.0km2（41.0mi2）
- 陸地: 104.7km2（40.9 mi2）
- 水域: 0.3km2（0.1 mi2）

である。総面積の0.33%が水域となっている。

## 気候
ケッペンの気候区分では温暖湿潤気候に区分されるが、降水量が年間を通じて少なくステップ気候の特徴も非常に大きい。大陸性気候であり年較差日較差ともに大きく、特に夏季は昼夜の気温差が非常に大きくなる。
| ビリングス (モンタナ州) (平年値 1981–2010)の気候                                                                           | ビリングス (モンタナ州) (平年値 1981–2010)の気候 | ビリングス (モンタナ州) (平年値 1981–2010)の気候 | ビリングス (モンタナ州) (平年値 1981–2010)の気候 | ビリングス (モンタナ州) (平年値 1981–2010)の気候 | ビリングス (モンタナ州) (平年値 1981–2010)の気候 | ビリングス (モンタナ州) (平年値 1981–2010)の気候 | ビリングス (モンタナ州) (平年値 1981–2010)の気候 | ビリングス (モンタナ州) (平年値 1981–2010)の気候 | ビリングス (モンタナ州) (平年値 1981–2010)の気候 | ビリングス (モンタナ州) (平年値 1981–2010)の気候 | ビリングス (モンタナ州) (平年値 1981–2010)の気候 | ビリングス (モンタナ州) (平年値 1981–2010)の気候 | ビリングス (モンタナ州) (平年値 1981–2010)の気候 |
| 月 | 1月                                              | 2月                                              | 3月                                              | 4月                                              | 5月                                              | 6月                                              | 7月                                              | 8月                                              | 9月                                              | 10月                                             | 11月                                             | 12月                                             | 年                                               |
| --- | ------------------------------------------------ | ------------------------------------------------ | ------------------------------------------------ | ------------------------------------------------ | ------------------------------------------------ | ------------------------------------------------ | ------------------------------------------------ | ------------------------------------------------ | ------------------------------------------------ | ------------------------------------------------ | ------------------------------------------------ | ------------------------------------------------ | ------------------------------------------------ |
| 最高気温記録 °C （°F） | 24 (75)                                          | 24 (76)                                          | 28 (82)                                          | 33 (92)                                          | 37 (99)                                          | 42 (108)                                         | 44 (112)                                         | 42 (107)                                         | 38 (100)                                         | 35 (95)                                          | 27 (80)                                          | 24 (75)                                          | 44 (112)                                         |
| 平均最高気温 °C （°F） | 4.8 (40.6)                                       | 7.3 (45.2)                                       | 12.3 (54.2)                                      | 17.2 (63.0)                                      | 22.3 (72.1)                                      | 27 (80.6)                                        | 31.9 (89.4)                                      | 31.5 (88.7)                                      | 25.5 (77.9)                                      | 18.1 (64.5)                                      | 9.7 (49.4)                                       | 4 (39.2)                                         | 17.6 (63.7)                                      |
| 日平均気温 °C （°F） | −2.2 (28.1)                                      | 0 (32.0)                                         | 4.4 (40.0)                                       | 9.2 (48.5)                                       | 14.1 (57.4)                                      | 18.8 (65.8)                                      | 22.8 (73.1)                                      | 22.1 (71.7)                                      | 16.3 (61.4)                                      | 9.8 (49.7)                                       | 2.7 (36.9)                                       | −2.6 (27.3)                                      | 9.6 (49.3)                                       |
| 平均最低気温 °C （°F） | −9.1 (15.6)                                      | −7.3 (18.8)                                      | −3.5 (25.7)                                      | 1.1 (33.9)                                       | 5.9 (42.7)                                       | 10.6 (51.0)                                      | 13.8 (56.8)                                      | 12.6 (54.6)                                      | 7.2 (45.0)                                       | 1.6 (34.8)                                       | −4.2 (24.4)                                      | −9.2 (15.5)                                      | 1.6 (34.9)                                       |
| 最低気温記録 °C （°F） | −39 (−39)                                        | −45 (−49)                                        | −37 (−34)                                        | −21 (−5)                                         | −10 (14)                                         | −3 (26)                                          | 3 (37)                                           | −2 (28)                                          | −8 (18)                                          | −24 (−11)                                        | −33 (−28)                                        | −41 (−41)                                        | −45 (−49)                                        |
| 降水量 mm （inch） | 11.9 (0.47)                                      | 11.9 (0.47)                                      | 24.6 (0.97)                                      | 41.9 (1.65)                                      | 56.6 (2.23)                                      | 57.9 (2.28)                                      | 36.3 (1.43)                                      | 20.1 (0.79)                                      | 34.8 (1.37)                                      | 35.1 (1.38)                                      | 15.5 (0.61)                                      | 13.5 (0.53)                                      | 360.1 (14.18)                                    |
| 平均降水日数 （≥0.01 in）                                                                                                  | 4.2                                              | 4.1                                              | 5.8                                              | 7.9                                              | 9.4                                              | 9.9                                              | 6.2                                              | 4.9                                              | 6.1                                              | 6.3                                              | 4.8                                              | 4.6                                              | 74.1                                             |
| 出典：NOAA (extremes 1894–present) “MT Billings WTP”. National Oceanic and Atmospheric Administration. 2015年2月19日閲覧。 |                                                  |                                                  |                                                  |                                                  |                                                  |                                                  |                                                  |                                                  |                                                  |                                                  |                                                  |                                                  |                                                  |

## 人口動静
2000年国勢調査
| 基礎データ - 人口: 89,847人 - 世帯数: 37,525世帯 - 家族数: 23,152家族 - 人口密度: 1,029.1人/km2（2,665.1人/mi2） - 住居数: 39,293軒 - 住居密度: 450.0軒/km2（1,165.6軒/mi2） 人種別人口構成 - 白人: 91.87% - アフリカン・アメリカン: 0.55% - ネイティブ・アメリカン: 3.44% - アジア人: 0.59% - 太平洋諸島系: 0.04% - その他の人種: 1.45% - 混血: 2.06% - ヒスパニック・ラテン系: 4.18% 年齢別人口構成 - 18歳未満: 24.0% - 18-24歳: 10.1% - 25-44歳: 28.7% - 45-64歳: 22.3% - 65歳以上: 14.8% - 年齢の中央値: 37歳 - 性比（女性100人あたりの男性の人口） - 総人口: 92.7 - 18歳以上: 88.8 | 世帯と家族（対世帯数） - 18歳未満の子供を抱える: 29.2% - 結婚・同居している夫婦: 47.2% - 未婚・離婚・死別女性が世帯主: 10.8% - 非家族世帯: 38.3% - 単身世帯: 31.3% - 65歳以上の老人1人暮らし: 11.4% - 平均構成人数 - 世帯: 2.32人 - 家族: 2.93人 収入と家計 - 収入の中央値 - 世帯: 35,147米ドル - 家族: 45,032米ドル - 性別 - 男性: 32,525米ドル - 女性: 21,824米ドル - 人口1人あたり収入: 19,207米ドル - 貧困線以下 - 対人口: 12.0% - 対家族数: 9.2% - 18歳未満: 16.5% - 65歳以上: 7.0% |

## 経済

### 産業
ビリングスの経済圏はアメリカ合衆国内でも有数の広さであり、市場人口は350,000人に達する。主産業は農業・医療・石油精製・観光である。主な農作物としては、甜菜・とうもろこし・小麦・肉牛が挙げられる。

## 交通

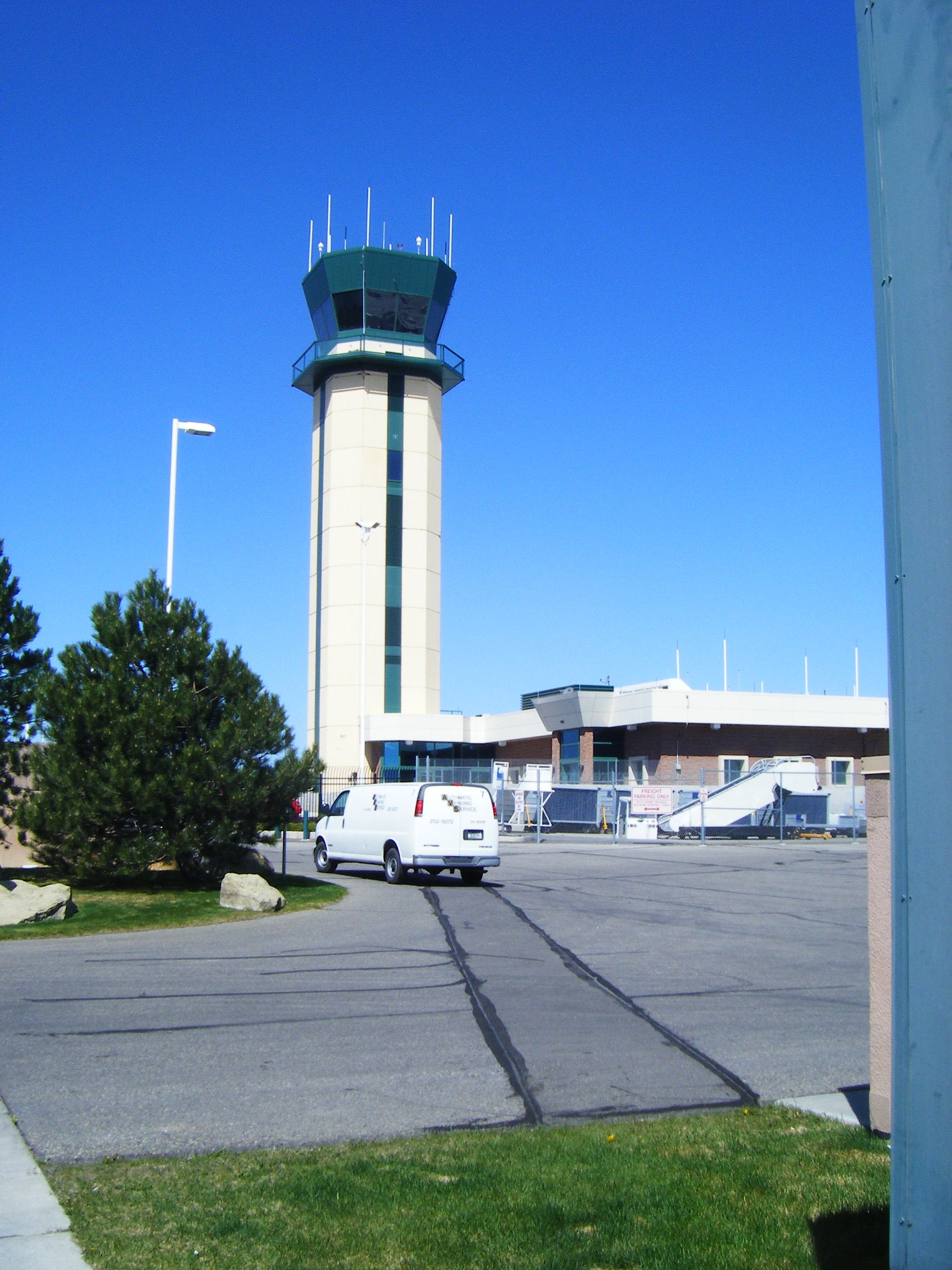
ビリングス・ローガン国際空港

### 空港
市の玄関口となっている空港はビリングス・ローガン国際空港である。モンタナ州内やアメリカ合衆国西部の各都市から航空機の便がある。

### 鉄道
アムトラックの駅はなく、最も近い駅でも320km北に離れている。かつてはシアトルとミネアポリスを結ぶグレイハウンドの便があったが、不採算を理由にビリングス以東、ファーゴまでの間が区間廃止され、現在では同社と提携しているリムロック・トレイルウェイズがビリングスと州内外の各都市を結んでいる。

### バス
市内の交通としては、ビリングス都市圏交通局が運営する路線バスが市内および周辺をカバーしている。

### 道路
ビリングスの東で州間高速道路90号線と州間高速道路94号線が分岐する。どちらもシアトルとシカゴを結ぶルート上にある主要な高速道路である。I-90はサウスダコタ州を、I-94はノースダコタ州をそれぞれ横断する。また、I-94はミネアポリスを通る。シアトルへは西へ約1,300km、ミネアポリスへは東へ約1,350kmであり、ともに車では12時間以上を要する。州都ヘレナは北西約380km、イエローストーン国立公園は南約200kmに位置している。

## 観光

### 名所旧跡
- モス・マンション（苔屋敷、Moss Mansion）
- モンタナ動物園（ZooMontana）
- リトルビッグホーン古戦場（Little Bighorn Battlefield National Monument、クロウ・エージェンシー付近）

### 観光スポット
- イエローストーン国立公園
- ウェスタン・ヘリテージ・センター（Western Heritage Center）
- ビリングス・ディーポ（Billings Depot）
- グレイシャー国立公園
- スカイポイント
- ピクトグラフ洞窟（Pictograph Cave National Historic Landmark）
- ポンペイ・ピラー国立モニュメント（Pompey's Pillar National Monument、クラークが署名した）
- チーフ・プレンティ・クープ州立公園（Chief Plenty Coup State Park）

## 文化

### 祭事・催事
ビリングス周辺は。ハイキング・ロッククライミング・登山・釣り・美術館巡りなどのレクリエーションや、フード・フェアやロデオなどイベントの宝庫である。ビリングスの主な年中行事には以下のようなものがある。
- ワイン・フードフェスティバル（Wine & Food Festival） - 5月、モンタナ州立大学ビリングス校のキャンパスにて。
- いちご祭り（Strawberry Festival） - 6月、スカイポイント下で。
- 夏祭り（SummerFair） - 6月、ノース・パークにて。
- リトルビッグホーンの戦い（Battle of the Little Big Horn Re-enactment） - 6月、ビリングス近郊クロウ・エージェンシー（Crow Agency）付近にて、1876年に起こったネイティブ・アメリカンとの戦いを再現する。
- スカイポイント農業直売会（Farmers Market under Skypoint） - 6月～10月の毎週土曜日
- ビッグ・スカイ・ステート・ゲームズ（Big Sky State Games） - 7月
- スカイフェスト（Skyfest） - 7月または8月、熱気球を飛ばす。
- モンタナフェア（MontanaFair） - 8月、メトラパーク・アリーナにて。
- クロウ・フェア・アンド・ロデオ（Crow Fair & Rodeo） - 8月、クロウ・エージェンシーにて。
- バーン・ザ・ポイント（クラシックカー・ショー、Burn the Point） - 9月、ダウンタウンにて。
- 収穫祭（Harvest Fest） - 10月
- クリスマス・パレード（Christmas Parade）- 11月24日、ダウンタウンにて。
- 木の祭り（Festival of Trees） - 12月
- クリスマス・ストロール（The Christmas Stroll） - 12月、ダウンタウンにて。

### 芸術
- アルバータ・ベア・シアター（Alberta Bair Theater）
- バブコック・シアター（Babcock Theatre）
- ビリングス・スタジオ・シアター（Billings Studio Theater）
- ビリングス・シンフォニー・オーケストラ（Billings Symphony Orchestra）
- リムロック・オペラ・カンパニー（Rimrock Opera Company）
- ベンチャー・シアター（Venture Theatre）
- イエローストーン美術館（Yellowstone Art Museum）

## 対外関係

### 姉妹都市･提携都市
姉妹都市
- ビリングス（ドイツ連邦共和国 ヘッセン州）